# 謝爾萊克鎮區 (明尼蘇達州貝克縣)
謝爾萊克鎮區（英語：Shell Lake Township）是位於美國明尼蘇達州貝克縣的一個行政鎮區。

## 地方資料
謝爾萊克鎮區的面積為92.90平方千米，當中陸地面積為73.80平方千米，而水域面積為19.10平方千米。根據2020年美國人口普查的數據，當地共有人口288人，而人口密度為每平方千米3.1人。